# Matning av kontaktledning
Matning av kontaktledning är distribution av elkraft från det allmänna elnätet till kontaktledningsanläggningar. 

## Historik
Sverige började omkring 1910 med elektriska lok. Vid den tiden var det svårt att bygga reglerbara enfas växelströmsmotorer om frekvensen var hög. Från början valde man 15 Hz och på den tiden hade man egna generatorer i Porjus som direkt gav den frekvensen. När man sedan byggde ut bestämde man att man inte skulle ha några egna kraftverk utan i stället använda Vattenfallsstyrelsens kraftstationer och kraftledningar samt egna omformare. Då man ska med omformare ändra frekvensen så är det antalet poler på motor kontra generator som styr frekvensen och det närmaste man kunde komma 15 Hz är då 16⅔ Hz, vilket är en tredjedel av 50 Hz. I Tyskland som också har denna frekvens genereras fortfarande en stor del av kraften i järnvägens egna kraftverk. Sedan några år tillbaka definieras frekvensen till 16,7 Hz enligt standarden SS-EN 50019, en gemensam standard för de berörda europeiska länderna, vilket underlättar för tågtillverkare.
I många andra länder valde man likström istället, som är lätt att bygga motorer för, där det dock inte kunde vara så hög spänning (man kunde inte transformera och motorer tålde inte så hög spänning). 1500 och 3000 V var och är fortfarande vanligt (och 750 V för spårvägar och tunnelbanor). Den lägre spänningen gav mindre krav på avstånd mellan ledning och broar, så att man slapp bygga om så mycket. I många länder fanns fler vägbroar över spåren än Sverige. Så småningom började man med växelström för att kunna ha högre spänning, vilket gav mindre förluster. Då valde man 50 Hz, samma som elnätets frekvens, och högre spänning än Sverige och Tyskland, 25000 V. Frankrike var först med det i drift, 1951. Länder med detta system slipper omformare.

## Omformare/Omriktare

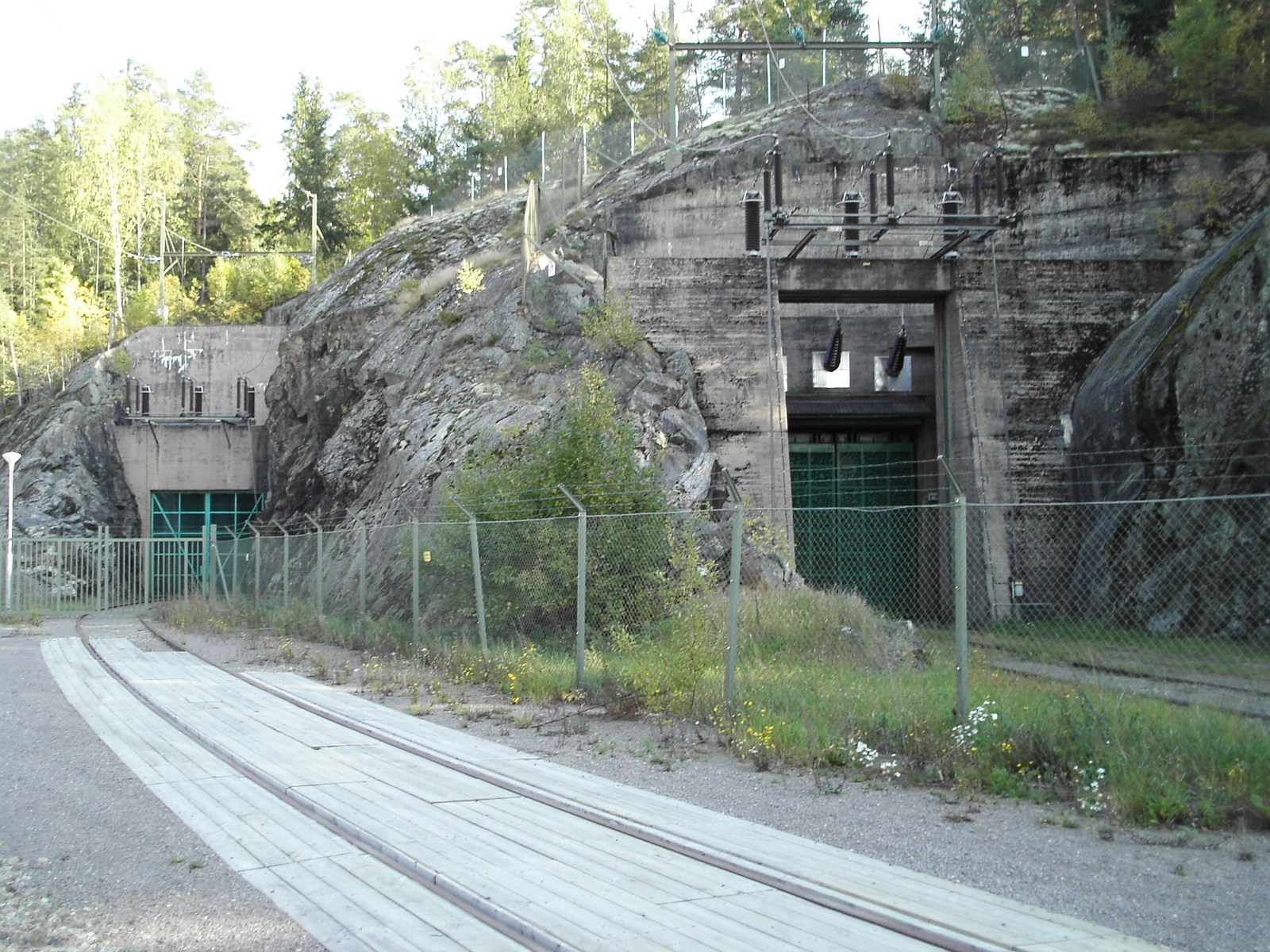
Omformarstation insprängd i berget vid Sköldinge mellan Flen och Katrineholm. Observera spåren där de mobila aggregaten kunde köras in

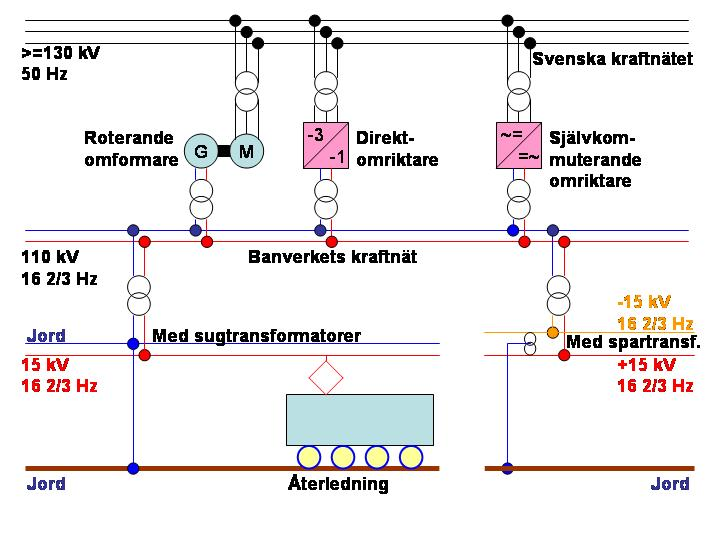
Schema för matningen av kontaktledningen.

Omformarnas funktion är att omvandla 3-fas 50 Hz växelström till 1-fas 16⅔ Hz växelström. De behövs i länder med växelström och avvikande frekvens från nätspänningen. Det är Sverige, Tyskland, Österrike, Norge, Schweiz och USA.
Det finns 3 typer:
- Roterande omformare. Dessa består av en 3-fas 6- eller 12-polig synkronmotor och en 1-fas 2- eller 4-polig synkrongenerator som sitter på samma axel. På axeln sitter även två likströmsmaskiner för att generera fältströmmarna till motorn och generatorn. I början hade man stationära omformare, men efter 1934 gjordes de mobila på järnvägsvagnar för att förenkla underhållet. Littera Q24/Q25 3,1 MVA, Q38/Q39 5,8 MVA, Q48/Q49 10 MVA.  En Q48/Q49 består av en sexaxlig omformarvagn vägande 138 ton och en treaxlig apparatvagn vägande 58,5 ton. 2002 var fortfarande 85 i drift på totalt 530 MVA och inga planer finns på att slopa flera. Den sista tillverkades 1978. De roterande omformarna har nackdelen att verkningsgraden är lägre än för omriktare - 88 % mot 94 %, men också flera fördelar:
  - Kontaktledningsnätet blir helt skilt från kraftnätet så störningar förs inte vidare.
  - Den stora rotationsmassan gör att tillfälliga belastningsvariationer klaras.
  - God överbelastningsförmåga.
  - Hög tillförlitlighet.
  - Symmetrisk belastning av kraftnätet.
  - Kan fungera som roterande kondensator, kan kompensera reaktiv effekt från elmotordrift. Detta hjälper elleverantörerna att få bättre fasvinkel på nätet och därmed lägre förluster.
- Direktomriktare. Dessa består av 2 stycken 12-pulskopplade tyristorer (ger mindre övertoner). De två omriktarna har var sin transformator och vardera 12 tyristorer som tänds i en sådan följd så att en någorlunda jämn 1-fas växelström erhålles. På både in- och utsidan finns filter som tar bort störningar. Varje direktomriktare har effekten 15 MVA och totalt installerad effekt 2002 var 250 MVA.
- Självkommuterande omriktare. Dessa består dels av en 12-puls likriktare och sedan en växelriktare med GTO-tyristorer, som hackar upp strömmen till en jämn en-fas växelström. Filter används normalt på både in- och utsidan samt likströmsmellanledet för att minska störningarna. Fördelen är den höga verkningsgraden 94%. Numera installeras endast självkommuterande omriktare och inga direktomriktare. 2002 var totala installerade effekten 530 MVA.

## Transformatorer
Tre typer av transformatorer används:
- Från kraftnät till omformare. Från kraftnätets 130 kV eller högre tar man ned 3-fasströmmen till en spänning lämplig för omformare/omriktare. Vanligen 6300 V.
- Från omformare till matningsnät. Omformarnas 1-fas, 6300 V, 16,7 Hz transformeras upp till 1-fas med jordad mittpunkt, 130 kV, 16,7 Hz som matas ut till järnvägens egna matningsnät.
- Från matningsnät till kontaktledning. Kontaktledningen är uppdelad i drivsektioner på ca 50 km. Matningsnätets 1-fas, 130 kV (med jordad mittpunkt) transformeras var 50:e km ned till antingen (se rälsåterledning):
  - 16 500 V "BT-system" (Booster Transformer) med sugtransformatorer (var 5:e km utmed banan) för återledningen. Vid normal belastning sjunker spänningen till det nominella 15 000 V. Eller:
  - 33 000 V "AT-system" (Auto Transformer) med spartransformatorer (var 10:e km utmed banan) för nedtagning till 16 500 V.

## Trafikverkets kraftnät

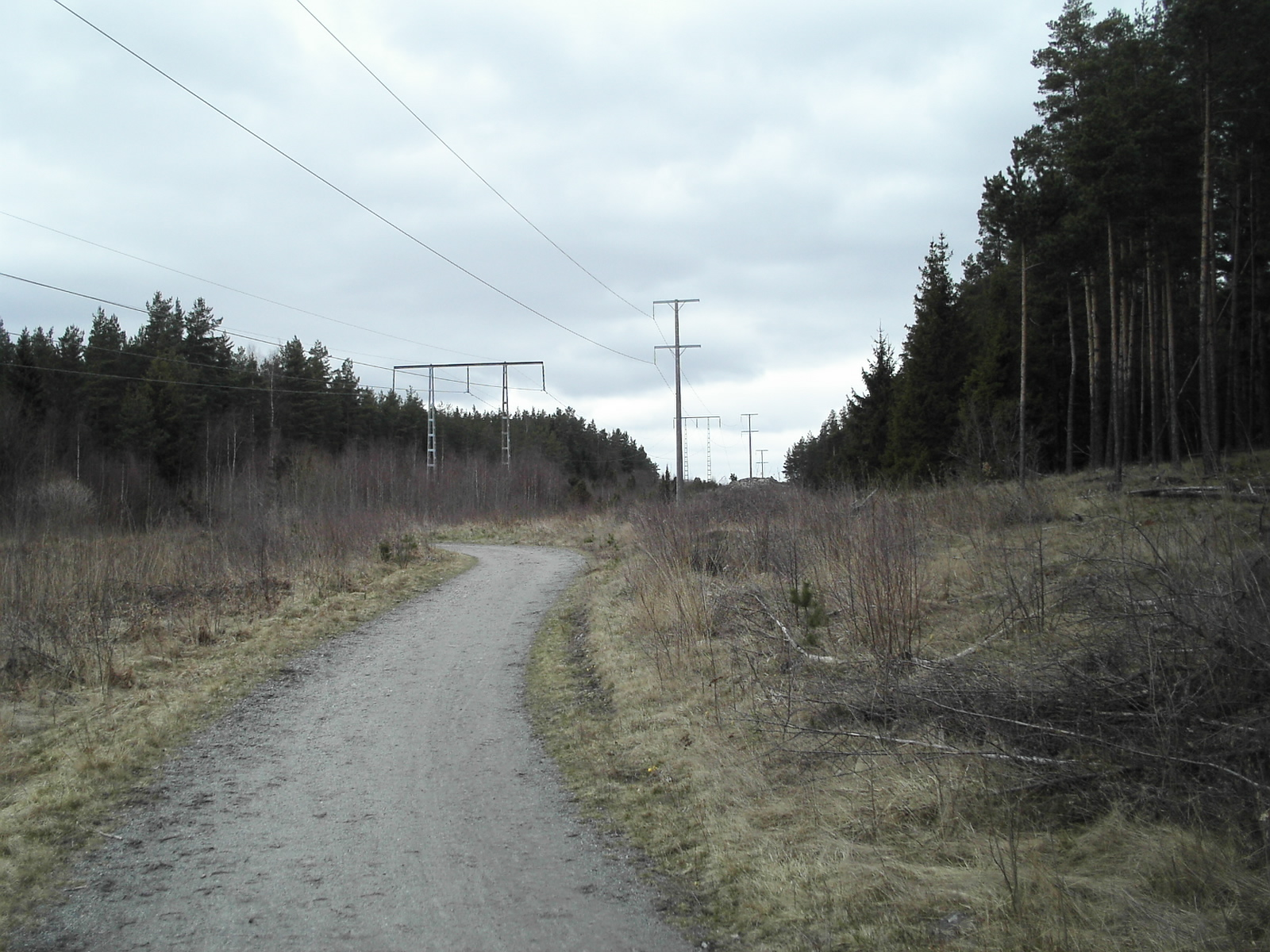
130 kV enfasmatning med jordad mittpunkt. Norr om Upplands Väsby.

Trafikverkets egna elkraftnät utgörs av 2-fas, 130 kV med frekvensen 16,7 Hz. Kraftledningarna känns lättast igen genom att de bara har två elledningar i stället för tre som det övriga elnätet (3-fas ojordat).

## Kontaktledningsnätet i olika länder
Kontaktledningssystemen världen över kan delas upp i tre typer med avseende på frekvensen: 
- 50 eller 60 Hz, vanligen med spänningen 25 kV och i undantagsfall 50 kV. Frekvensen är samma som nationens övriga elnät och matning sker till kontaktledningen utan omformning. Några exempel på länder som använder 25 kV 50 Hz i Sveriges närområde är Danmark, Frankrike, Storbritannien, Finland och Ryssland.

- 16,7 Hz med spänningen 15 kV, i Sverige, Norge, Tyskland, Österrike och Schweiz. Frekvensen är endast en tredjedel av stomnätets 50 Hz, vilket tidigare löstes genom att en 50 Hz elmotor drev en 16,7 Hz generator. Dessa så kallade omformare bullrade och krävde underhåll men numera används omformare utan rörliga delar, så kallade statiska omformare.

- Likström, för järnvägar oftast med spänningen 1,5 kV eller 3 kV. 1,5 kV används bland annat i Frankrike och Nederländerna medan spänningen 3 kV är vanlig i bland annat Spanien, Italien, Polen, Slovenien, Belgien och Ryssland. Matning sker från stomnätet och trefasspänningen transformeras ned samt likriktas. En nackdel med likriktare och transformator är att strömmen ej kan återmatas. Genom ny teknik kan emellertid den från järnvägen återmatade likströmmen göras om till växelström och återmatas till stomnätet.

Undantagsvis förekommer även kontaktledningar med frekvensen 25 Hz (USA), en frekvens som tidigare även har använts i Stockholmsområdet.